# Обата Хідейосі
Оба́та Хідейо́сі (яп. 小畑英良; 2 квітня 1890 — 11 серпня 1944) — японський полководець, генерал Імперської армії Японії, керував обороною острова Гуам 1944 року під час Другої світової війни.

## Короткі відомості
Обата Хідейосі народився у 1890 році у префектурі Осака п'ятим сином у сім'ї науковця, знавця китайських наук, Обати Бандзіро (小畑万治郎).
У травні 1911 року (44 року Мейдзі) Хідейосі закінчив навчання в армійському училищі та, отримавши звання молодшого лейтенанта кавалерії, був зарахований до 11-го кавалерійського полку. Водночас він вступив до військової академії, з якої випустився у 1919 році (8 року Тайсьо) з відмінним дипломом. У 1920 році Обата був підвищений у званні до капітана, а наступного року призначений на посаду викладача військової академії.
У 1923 році (12 році Тайсьо) він був відправлений як військовий аташе до Великої Британії, а у 1927 році (2 році Сьова) — до Індії. Його працьовитість була оцінена — Обата отримав ранг майора у 1927 і ранг полковника у 1934 роках.
У 1935 році (10 році Сьова) Обата Хідейосі став командиром 14-го кавалерійського полку, проте через два роки він перейшов до авіації. У 1938 році він був підвищений до генерал-майора і липні того ж року очолив армійську школу авіації в Акено.
У грудні 1940 року Обата отримав звання генерал-лейтенанта. Командуючи 5-ю авіаційною групою, він допомагав японським збройним силам у захопленні Філіппін, а також тривалий час служив у Бірмі. У квітні 1942 року, коли 5-а група отримала назву 5-ї повітряної дивізії, Обату було призначено її головою. За рік він був змушений покинути бірманський фронт у зв'язку з призначенням на посаду командувача 3-ю повітряною армією. З грудня 1943 року Обата працював у генштабі армії в Токіо.
У лютому 1944 року його було призначено командиром 31-ї армії і відповідальним за оборону Маріанських островів. Стримуючи натиск противника з червня по серпень 1944 року, Обата загинув під час захисту острова Гуам. Токійське керівництво надало йому звання генерала армії посмертно.